# III Brigata aerea
La III Brigata aerea di Asmara era una grande unità della Regia Aeronautica nata nel 1935.

## Storia
Il 6 settembre 1935 nasce ad Asmara (poi Aeroporto Internazionale di Asmara) la III Brigata aerea AO composta dall’Aviazione cooperante e dall’Aviazione di difesa del Bassopiano occidentale della colonia Eritrea.
La Brigata è comandata dal Generale Ferruccio Ranza che dispone dei seguenti reparti:
- Gruppo RT (con la Squadriglia di Ro.1 Libica):
  - 34ª Squadriglia;
  - 41ª Squadriglia;
  - 103ª Squadriglia.

L'8 settembre arriva la 106ª Squadriglia da caccia.
Arrivano inoltre dall'Italia le successive Squadriglie:
- 116ª Squadriglia;
- 38ª Squadriglia;
- 131ª Squadriglia;
- 118ª Squadriglia.[1]